# Stephan Zwierschitz
Stephan Zwierschitz (* 17. September 1990 in Mödling) ist ein österreichischer Fußballspieler.

## Karriere

### Verein

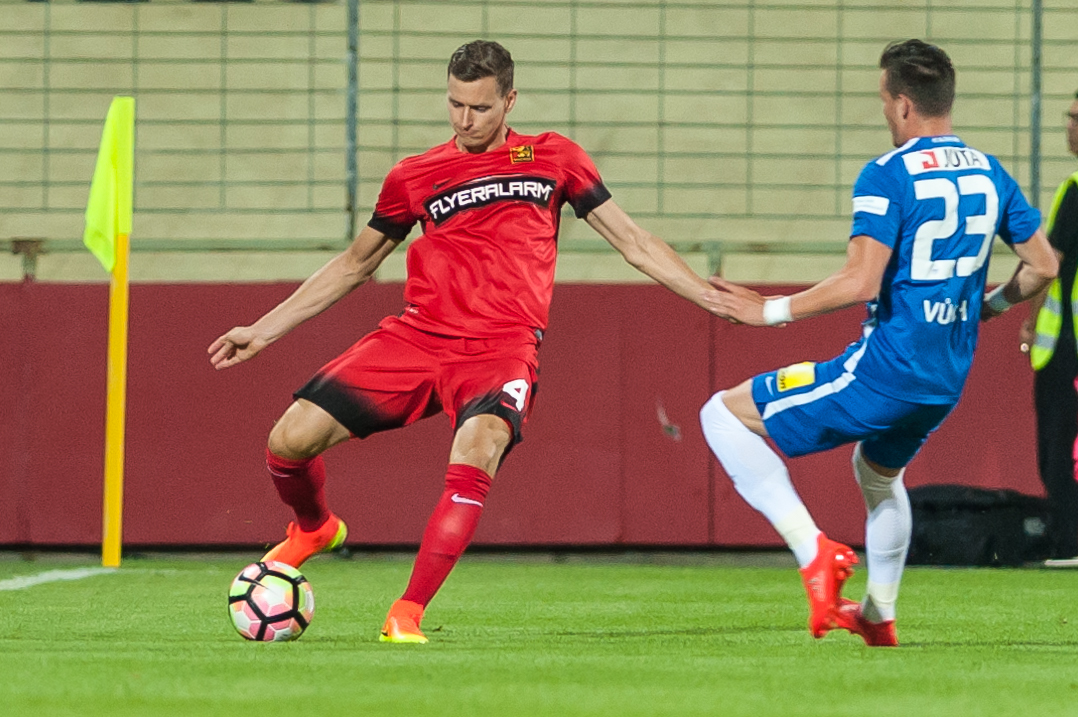
Zwierschitz im Europacup gegen Liberec (2016)

Zwierschitz begann seine Karriere beim SC Sommerein. Zwischen 2002 und 2003 spielte er für den ASK Mannersdorf, ehe er zu Sommerein zurückkehrte. Zur Saison 2004/05 kam er in die AKA St. Pölten, in der er bis 2009 sämtliche Altersstufen durchlief. Zur Saison 2009/10 wechselte er zum Zweitligisten SKN St. Pölten. Bei St. Pölten spielte er zunächst für die Amateure in der Landesliga. Im September 2009 debütierte er für die Profis in der zweiten Liga, als er am neunten Spieltag jener Saison gegen die Zweitmannschaft des FK Austria Wien in der Startelf stand. Sein erstes Tor in der zweithöchsten Spielklasse erzielte er im März 2010 bei einem 3:2-Sieg gegen den FC Gratkorn. In seiner ersten Saison als Profi kam er auf 18 Einsätze in der Liga für den SKN, in denen er ein Tor erzielte. In der darauffolgenden Saison absolvierte Zwierschitz 32 Spiele und blieb dabei ohne Torerfolg. In den Saisonen 2011/12 und 2012/13 verpasste er kein einziges Ligaspiel der Niederösterreicher.
Zur Saison 2013/14 wechselte er zum Bundesligisten FC Admira Wacker Mödling. Sein Debüt in der Bundesliga gab er im Juli 2013, als er am ersten Spieltag jener Saison gegen den FK Austria Wien von Beginn an zum Einsatz kam. Sein erstes Tor in der Bundesliga erzielte er im März 2014 bei einem 2:2-Remis gegen die SV Ried. In seiner ersten Saison bei der Admira kam er verletzungsbedingt nur zu 16 Einsätzen in der Liga, in denen er ein Tor erzielte. In der Saison 2014/15 absolvierte er 29 Spiele in der Bundesliga und erzielte dabei vier Tore. In der Saison 2015/16 kam er zu 30 Spielen in der Bundesliga, in denen er zwei Tore machte. Mit der Admira belegte er zu Saisonende den vierten Tabellenrang und qualifizierte sich somit für die Qualifikation zur UEFA Europa League. Im Juni 2016 absolvierte Zwierschitz im Erstrundenhinspiel gegen den TJ Spartak Myjava sein erstes internationales Spiel. Im Rückspiel gegen Myjava erzielte er zudem sein erstes Tor in einem internationalen Spiel. Mit der Admira scheiterte er in der Qualifikation in der dritten Runde an Slovan Liberec. In der Liga kam er in der Saison 2016/17 zu 35 Einsätzen, in denen er zwei Tore erzielte.
In der Saison 2017/18 qualifizierte er sich mit der Admira als Fünfter der Endtabelle wieder für die Europa-League-Qualifikation. Man stieg in der zweiten Runde ein und scheiterte dort an ZSKA Sofia. Zwierschitz führte die Admira in beiden Spielen als Kapitän aufs Feld. In der Liga kam er in der Saison 2018/19 zu 28 Einsätzen, in denen er vier Tore erzielte; mit der Admira sicherte er sich jedoch erst eine Runde vor Schluss den Klassenerhalt, er beendete die Saison mit dem Verein auf dem zehnten Tabellenrang. Nach der Saison 2018/19 verließ er die Admira und wechselte zum Ligakonkurrenten FK Austria Wien, bei dem er einen bis Juni 2021 laufenden Vertrag erhielt. In zwei Jahren bei der Austria kam er zu 43 Bundesligaeinsätzen. Nach der Saison 2020/21 verließ er den Verein.
Daraufhin kehrte er zur Saison 2021/22 zur Admira zurück. In der Saison 2021/22 kam er dort zu 30 Einsätzen in der Bundesliga, aus der er mit dem Team zu Saisonende aber abstieg. Er blieb der Admira aber auch in der 2. Liga treu, in der er in der Spielzeit 2022/23 17 Mal zum Zug kam. Nach der Saison 2023/24 beendete er 33-jährige seine Karriere. Anschließend wurde er zur Saison 2024/25 Spielertrainer beim siebtklassigen SC Sommerein, bei dem er einst seine Karriere begonnen hatte.

### Nationalmannschaft
Zwierschitz debütierte im Mai 2011 gegen Dänemark für die österreichische U-21-Auswahl, für die er bis August 2011 drei Spiele absolvierte.